# Potyczka pod Umianowicami
Potyczka pod Umianowicami – starcie zbrojne mające miejsce 28 lipca 1944 w rejonie Umianowic między oddziałem Batalionów Chłopskich a żołnierzami Wehrmachtu, wracającymi z frontu wschodniego.
Atak oddziału Batalionów Chłopskich na pociąg zaplanowano w związku z informacjami, że będzie w nim jechać jedynie kilkunastu żandarmów. Pociąg został zaatakowany przez partyzantów dowodzonych przez Bogusława Walczaka pseud. „Długonogi” nad rzeką Nidą w pobliżu wsi Umianowice. Niestety, okazało się że pociągiem jadą żołnierze Wehrmachtu, wracający z frontu wschodniego. W wyniku walki z zaprawionymi w bojach i dobrze uzbrojonymi żołnierzami niemieckimi partyzancki atak na pociąg zakończył się niepowodzeniem. Oddział BCh został praktycznie rozbity, a w czasie walk poległo 13 partyzantów.
Polegli partyzanci: Adam Banaś, Mieczysław Błotnicki, Stanisław Ciężart, Stefan Ciszewski, Jan Dudek, Edward Gidek, Jan Jandała, Jan Motyka, Stefan Noszczyk, Marian Paluchiewicz, Jan Powałka, Stanisław Solus i Władysław Woźniak pochowani zostali na cmentarzu w Kijach. 
W 15 rocznicę bitwy, tj. w 1959, poległych partyzantów Batalionów Chłopskich upamiętniono pomnikiem.